# Senden (Baviera)
Senden é uma cidade da Alemanha, localizada no distrito de Neu-Ulm, no estado de Baviera.